# Reiglersbach
Der Reiglersbach ist ein fast 12 km langer Bach im östlichen Landkreis Schwäbisch Hall Baden-Württembergs, der nach einem erst südlichen, dann lange südwestlichen Lauf in Stimpfach von rechts in den dortigen kurzen Mühlkanal rechts der Jagst mündet.

## Geographie

### Verlauf
Der Reiglersbach entsteht auf etwa 512 m ü. NN wenig nordöstlich des Weilers Wegses im Stadtteil Westgartshausen von Crailsheim just jenseits der Stadtgrenze auf dem Gemeindegebiet von Kreßberg. Der Bach läuft durch eine kleine Klinge in einem kleinen Hangwald nach Osten und fließt ab dessen Fuß durch ein wenig steiles Flurtal zunächst ungefähr nach Süden. Dabei durchzieht er den Kreßberger Weiler Mistlau, nach welchem er bald auf Westgartshausener Gebiet wechselt. Gleich zu Anfang passiert er dabei den Weiler Oßhalden rechts am Lauf, von welcher Seite ihm auch seine ersten drei größeren Nebenbäche zulaufen. Etwa anderthalb Kilometer unterhalb Oßhaldens erreicht er die Mittelmühle, an der von links und Nordnordosten sein Zufluss Brunnenbach auf etwa 443 m ü. NN mündet, der mehr an Teileinzugsgebiet beiträgt als der Reiglersbach bis hierher selbst besitzt und deshalb mit seinem eigenen kleinen Bachsystem eine Art von zweitem Oberlauf ist.
Hier knickt der Reiglersbach in die letzte Zuflussrichtung des Brunnenbachs nach rechts und läuft nun bis zu seiner Mündung mehr oder weniger nach Südwesten. Ans linke Ufer reicht nun, allerdings ohne Siedlungsplatz am Lauf, ein Stück lang die Gemeinde Fichtenau. Wenig nach der Mühle endet das Crailsheimer Gebiet am zulaufenden Engelbach, bald danach auch das Fichtenauer; der Reiglersbach zieht nun bis zur Mündung durch das Gemeindegebiet von Stimpfach. Gleich zu Anfang seines Mittellaufs passiert er dabei die Klinglesmühle am rechten, weiter abwärts den Weiler Gerbertshofen überwiegend am linken Ufer. Gut einen Kilometer weiter abwärts fließt er in den Reiglersbachsee ein, der zum Hochwasserschutz an der oberen Jagst angelegt wurde und sommers auch als Badesee dient. Kurz vor diesem mündet von links der Strutbach zu, im See selbst von rechts der Aalbach und der Schippersbach, mit seinem 2,9 km der längste Zufluss des Reiglersbachs, sowie ein kleinerer linker Zufluss.
Weniger als einen Kilometer weiter durchfließt der Reiglersbach den größten Ort am Lauf, das Stimpfacher Dorf Weipertshofen, das überwiegend rechts am Hang liegt. Im Ortsbereich münden nochmals zwei Bachgräben von einiger Länge von rechts, danach folgen nur noch recht kurze Zuflüsse. Die nächste Talsiedlung ist der Weiler Siglershofen, er steht rechts am Lauf nunmehr im namengebenden Ortsteil der Gemeinde, während dessen bisherige Orte am Lauf alle zum Ortsteil Weipertshofen gehörten; ihm gegenüber mündet der kurze Holderbach. Anderthalb Kilometer weiter talab zeigen sich die ersten Häuser des Hauptorts Stimpfach an den begleitenden Hügeln. Der Reiglersbach durchquert den Ortskern des Dorfs und mündet eine Wiese weiter von rechts und zuallerletzt Osten auf etwa 410 m ü. NN in den kurz zuvor am Wehr rechts von der Jagst abgezweigten örtlichen Mühlkanal, der weniger als 400 Meter unterhalb in den Fluss zurückläuft.
Der Reiglersbach ist 11,2 km lang und mündet etwa 108 Höhenmeter unterhalb seiner Quelle, er hat damit ein mittleres Sohlgefälle von etwa 9,7 ‰.

### Einzugsgebiet
Der Reiglersbach hat ein Einzugsgebiet von 26,3 km² Größe – zusammen mit den weniger als 0,1 km² des Mühlkanals, in den er zunächst mündet. Der Bachlauf definiert die Grenze zwischen der Crailsheimer Hardt (im engeren Sinne) an seiner rechten Seite, einem Teil des Naturraums Frankenhöhe, und den Ellwanger Bergen an seiner Linken, die zu den Schwäbisch-Fränkische Waldbergen rechnen. Es erstreckt sich etwa 9,5 km weit etwa von Bergbronn ganz im Nordosten zur Mündung in Stimpfach im Südwesten. Seine größte Breite von etwa 4,4 km hat es im oberen Bereich, wo der größte linke Zufluss Brunnenbach mit seinen Nebenbächen ein zum Reiglersbach-Oberlauf selbst etwa gleichwertiger und zu dessen Mittel- und Unterlauf  sogar richtungsbeständigerer zweiter Oberlauf ist.
Fast die gesamte nordwestliche Wasserscheide grenzt ans Einzugsgebiet des Degenbachs, des nächsten großen Jagst-Zufluss von rechts. Sie läuft in diesem Bereich nach einem kurzen Stück von der Mündung an neben dem Jagsttal nach Nordosten über den bis 496,2 m ü. NN Kamm des bewaldeten Pfannenbergs und steigt dann weiter langsam bis auf etwa 538 m ü. NN  beim Steigenwirtshaus Neuhaus an der L 2218 an, wo an der Nordspitze des Einzugsgebiets sein höchster Punkt liegt.
Die hier beginnende kürzere nordöstliche Wasserscheide ist ein Abschnitt der Europäischen Hauptwasserscheide zwischen Rhein diesseits und Donau jenseits und orographisch wie hydrologisch ihr bedeutendster Abschnitt, denn jenseits der nun etwa auf der Trasse der L 2218 laufenden Scheide entwässert das benachbarte Terrain über die Zwergwörnitz zum Donau-Nebenfluss Wörnitz.
Ab dem Wald Kohlplatte nordöstlich von Wäldershub wendet sich die Einzugsgebietsgrenze dann nach Südwesten. Nun liegt auf dem größten Abschnitt außen Entwässerungsgebiet der Rechenberger Rot an, eines gegenüber dem Reiglersbach bedeutenderen oberen rechten Zulaufs der Jagst. Erst schon nahe an dieser schiebt sich das kleine Einzugsgebiet des Sägbachs dazwischen, der wenig vor Stimpfach und der Reiglersbach-Mündung in die Jagst fließt.
Der größte Teil des Einzugsgebietes, vollständig ab dem Zufluss des Engelbachs, liegt im Gemeindegebiet von Stimpfach. Zuvor gehört ein großer Teil in seinem Nordosten um den Reiglersbach und seinen großen Zufluss Brunnenbach zur Gemeinde Kreßberg. Dazwischen stößt das Stadtgebiet von Crailsheim von rechts und das Gemeindegebiet von Fichtenau von links an die Gewässerlinie Brunnenbach–Reiglersbach.
Der Reiglersbach-Lauf liegt bis zum Zusammenfluss mit dem linken Brunnenbach näher an den rechten Wasserscheide, danach näher an der linken; entsprechend hat der Bach auf dem Mittel- und Unterlaufs von rechts größere und längere Zuflüsse.
Der Lauf des Reiglersbachs ist offenbar zumeist begradigt, Karten aus dem 19. Jahrhundert zeigen dagegen fast überall gut erkennbare kleine Schlingen.

### Zuflüsse und Seen
Liste der Zuflüsse und  Seen von der Quelle zur Mündung. Gewässerlänge, Seefläche, Einzugsgebiet und Höhe nach den entsprechenden Layern auf der Onlinekarte der LUBW. Andere Quellen für die Angaben sind vermerkt.
Ursprung des Reiglersbach auf etwa 512 m ü. NN ca. 0,3 km nordöstlich des Weilers Wegses im Stadtteil Westgartshausen von Crailsheim an der oberen Hangwaldgrenze und der Stadtgrenze zur Gemeinde Kreßberg, in deren Gebiet der Bach zunächst südöstlich läuft. 
- (Zufluss aus einem Hangriß am Hirtenbuck), von links und Nordosten auf etwa 473 m ü. NN bei Kreßberg-Mistlau, ca. 0,4 km[LUBW 8] und ca. 0,1 km². Entsteht auf etwa 500 m ü. NN am bewaldeten Hang unter der L 2218 Crailsheim–Dinkelsbühl.
- (Zufluss durch die Kesseläcker) , von links und Nordosten auf unter 465 m ü. NN nach Mistlau, 0,5 km und ca. 0,3 km². Entsteht auf etwa 485 m ü. NN im Waldgewann Kirchweg.
Ab diesem Zufluss läuft der Reiglersbach etwa südlich.
- Häspelegraben, von rechts und Nordwesten auf etwa 458 m ü. NN auf der Gemeindegrenze zu Crailsheim beim Westgartshausener Weiler Oßhalden, 1,0 km und ca. 0,8 km². Entsteht in zwei kurzen Armenauf etwa 497 m ü. NN und 510 m ü. NN südlich von und am Südrand von Wegses.
- Förstlegraben, von rechts und Westnordwesten auf etwa 453 m ü. NN nach Oßhalden, 0,8 km und ca. 0,5 km². Entsteht auf etwa 468 m ü. NN westlich von Oßhalden vor dem Lohrforst.
- Brunnenwiesengraben, von rechts und Westnordwesten auf etwa 451 m ü. NN auf halbem Wege zwischen Oßhalden und der Mittelmühle, 1,0 km und ca. 0,6 km². Entfließt auf etwa 495 m ü. NN einem winzigen Weiher im östlichen Teil des Weilers Schüttberg.
- Brunnenbach, von links und Ostnordosten auf etwa 443 m ü. NN bei der Mittelmühle, 2,4 km und 4,7 km².[LUBW 9] Entsteht auf etwa 498 m ü. NN östlich von Kreßberg-Ruppersbach am Waldrand.
Ab diesem Zufluss fließt der Reiglersbach bis zur Mündung ungefähr südwestlich.
  - Ruppersbach, von links und Südosten auf etwa 454 m ü. NN westnordwestlich von Ruppersbach, 1,1 km und ca. 0,9 km². Entsteht auf etwa 498 m ü. NN südöstlich von Tuppersbach vor der Kohlplatte.
  - Grabenäckerbach, von rechts und Nordosten auf etwa 453 m ü. NN kurz nach dem vorigen, 1,5 km und ca. 1,9 km². Entsteht in zwei Zweigen auf etwa 505–500 m ü. NN südlich des Kreßberger Weilers Bergbronn in den Grabenäckern.
    -  Passiert auf etwa 480–475 m ü. NN drei Teiche links am Lauf nach der Vereinigung der Quelläste, zusammen unter 0,2 ha.
    - Käsbach, von rechts und Nordwesten auf etwa 466 m ü. NN nordwestlich des Kreßberger Weilers Vehlenberg, 0,7 km und ca. 0,6 km². Entsteht auf etwa 490 m ü. NN im Wald Käshecke wenig nördlich des Kreßberger Waldgehöfts Sixenhof.
    - (Talzulauf vom Sixenhof her), von rechts und Westnordwesten auf etwa 465 m ü. NN wenig nach dem vorigen, ca. 0,5 km[LUBW 8] und unter 0,2 km². Beginnt auf etwa 500 m ü. NN am Sixenhof, vielleicht Trockental.
      -  Entwässert einen Waldteich auf über 505 m ü. NN südwestlich des Sixenhofs, unter 0,1 ha.
      -  Entwässert auf etwa 490 m ü. NN einen Teich gleich unterhalb des Sixenhofs, 0,1 ha.

    -  Entwässert noch zwei und durchläuft noch zwei Teiche auf etwa 460–455 m ü. NN, der letzte an einem kurzen rechten Zufluss, zusammen 0,6 ha.
- Passiert auf etwa 443 m ü. NN zwei Teiche links am Lauf auf dem hier links an den Lauf stoßenden Gemeindegebiet von Fichtenau gleich nach der Mittelmühle, zusammen 0,3 ha.
- Engelbach, von rechts und Westnordwesten auf etwa 442 m ü. NN vor der Klinglesmühle von Stimpfach entlang der Stadtgrenze von Crailsheim zu Stimpfach, 1,2 km und ca. 0,6 km². Entsteht auf etwa 495 m ü. NN an der Waldpassage der K 2645 Schüttberg–Stimpfach-Nestleinsberg.
- (Abgang des Mühlkanals der Klinglesmühle), nach rechts gleich danach
- Passiert auf wenig über 440 m ü. NN eine Teichgruppe links und rechts des Laufs unmittelbar vor der Klinglesmühle, zusammen 0,5 ha.
- (Rücklauf des Mühlkanals der Klinglesmühle), von rechts auf unter 440 m ü. NN gleich nach der Mühle und der Brücke der Straße nach Fichtenberg-Großenhub, 0,3 km.
- Schwarzenfeldgraben, von links und Osten auf etwa 439 m ü. NN, ca. 0,6 km[LUBW 8] und ca. 0,4 km². Entsteht auf etwa 485 m ü. NN vor dem Westrand von Großenhub.
- (Bach aus dem Göckerhölzle), von links und  auf etwa 439 m ü. NN kurz nach dem vorigen, ca. 0,6 km[LUBW 8] und ca. 0,2 km². Entsteht auf etwa 506 m ü. NN wenig südwestlich von Großenhub.
- (Bach aus der Breitlohklinge), von links und Südosten auf etwa 433 m ü. NN nach Stimpfach-Gerbertshofen, 1,5 km und 1,1 km².[LUBW 9] Entsteht auf etwa 502 m ü. NN wenig südlich des Fichtenauer Zankhofs am Waldrand.
- Strutbach, von links und Südwesten auf etwa 429 m ü. NN kurz vor dem folgenden See, 1,6 km und 1,3 km².[LUBW 9] Entsteht auf etwa 495 m ü. NN nördlich von Stimpfach-Kreßbronn im Stimpfacher Wald.
- Durchfließt auf etwa 428 m ü. NN den angestauten Reiglersbachsee zwischen Gerberts- und Weipertshofen, 5,7 ha.
- Aalbach, von rechts und Norden zuoberst im Reiglersbachsee, 1,8 km und ca. 0,9 km². Entfließt auf etwas über 490 m ü. NN einem winzigen Teich am Südrand des Stimpfacher Einzelhofs Hochbronn.
- Schippersbach, von rechts und Nordnordwesten im oberen Reiglersbachsee, 2,9 km und 2,6 km².[LUBW 9] Entsteht auf etwa 477 m ü. NN am Nordrand des Waldes Schaftrieb zwischen Crailsheim-Schüttberg und Stimpfach-Käsbach.
- Roter Bergbach, von links und Südwesten im unteren Reiglersbachsee, 1,7 km und ca. 0,9 km². Entsteht auf etwa 480 m ü. NN im Gewann Roter Berg des Stimpfacher Walds.
- Weiherwasengraben, von rechts und Nordwesten auf etwa 423 m ü. NN[LUBW 4] vor der Reiglersbach-Brücke in Weipertshofen, 1,9 km und ca. 1,3 km². Entsteht auf etwa 450 m ü. NN am südöstlichen Unterhang des bewaldeten Pfannenbergs.
  -  Durchfließt auf etwa 445 m ü. NN einen Teich am Waldrand, ca. 0,1 ha.
  -  Hat Zulauf von einem Kleinteich am Waldrand etwa 0,2 km westlich des vorigen auf etwa 450 m ü. NN, unter 0,1 ha.
- Hoffeldgraben, von links und Westen auf etwa 423 m ü. NN kurz nach der Reiglersbach-Brücke in Weipertshofen, 1,5 km und ca. 1,4 km². Entsteht auf etwa 435 m ü. NN inmitten eines Felds westlich von Weipertshofen.
- Holderbach, von links und Südosten auf etwa 420 m ü. NN an der Reiglersbach-Brücke von Stimpfach-Siglershofen, 0,7 km und ca. 0,4 km². Entsteht auf etwa 460 m ü. NN in einem Waldzipfel am Geißrain.
- (Zufluss im Auchtert), von rechts und Westen auf etwa 418 m ü. NN bei an einer Feldwegbrücke unterhalb von Siglershofen, ca. 0,7 km[LUBW 8] und ca. 0,8 km². Entsteht auf etwa 427 m ü. NN am Fuß des Langen Wasens. Unbeständig.

Mündung des Reiglersbachs von rechts und zuallerletzt Osten auf ca. 410 m ü. NN am Westrand des Dorfes Stimpfach in Mühlkanal rechts der Jagst, etwa hundert Meter nach dessen Abzweig am Wehr. Der Bach ist bis zum Mühlkanal 11,2 km lang, einschließlich des Mühlkanals unterhalb 11,6 km, er hat abzüglich des direkten Mühlkanal-Einzugsgebietes ein Einzugsgebiet von 26,3 km².

### Orte
Orte am Lauf mit ihren Zugehörigkeiten. Nur die Namen tiefster Schachtelungsstufe bezeichnen Siedlungsanrainer.
- Landkreis Schwäbisch Hall
  - Gemeinde Kreßberg
    - Ortsteil Waldtann
      - Mistlau (Weiler, überwiegend rechts)

  - Stadt Crailsheim
    - Stadtteil Westgartshausen
      - Oßhalden (Weiler, rechts)
      - Mittelmühle (Wohnplatz, im oberen Mündungswinkel des Brunnenbachs)

  - Gemeinde Fichtenau
    - Ortsteil Wildenstein
      - (linker Gebietsanlieger ohne Besiedlung am Bach)

  - Gemeinde Stimpfach
    - Ortsteil Weipertshofen
      - Klinglesmühle (Hof, rechts)
      - Gerbertshofen (Weiler, überwiegend links)
      - Weipertshofen (Dorf, überwiegend rechts)

    - Ortsteil Stimpfach
      - Siglershofen (Weiler, rechts)
      - Stimpfach (Dorf)

## Geologie
Der Reiglersbach entwässert einen Teil des südwestdeutschen Keuperberglands, die im Einzugsgebiet ausstreichenden Schichten sind Teil des Mittelkeupers vom Kieselsandstein (Hassberge-Formation) bis hinunter in den Gipskeuper (Grabfeld-Formation), in dem der Bach mündet; in der höchsten Teilen des Einzugsgebietes vor allem an der Nordspitze beim Steigenwirtshaus Neuhof könnten noch höhere Schichten des Mittelkeupers nis allenfalls zum Knollenmergel (Trossingen-Formation) erreicht werden.
Der Reiglersbach selbst entspringt im Übergangsbereich vom Kieselsandstein (Hassberge-Formation) zu den Unteren Bunten Mergeln (Steigerwald-Formation) darunter, erreicht nach seiner kurzen Quellklinge den Schilfsandstein (Stuttgart-Formation), in dem er etwa bis zur Mittelmühle verbleibt. Dort am Zufluss des Brunnenbachs beginnt dann der sich bis zur Mündung ziehende Schichtkeil des Gipskeupers, der mehr und mehr auch Teile vor allem des rechten Randhügels bedeckt. Schon unterhalb von Gerbertshofen läuft der Bach dabei in einem teils recht breiten Auensedimentstreifen.
Der Brunnenbach entsteht zwar in etwas geringerer Höhe, doch über der Schichtgrenze im Kieselsandstein und bleibt auch ein Stück weit in dieser Schicht. Ab seinem Zufluss zum Reiglersbach folgt dessen Lauf fast bis zur Mündung linksseits ziemlich nahe die Stufenkante hinauf zum Kieselsandstein. Die meist fernere rechter Wasserscheide läuft anfangs und nach einer Unterbrechung durch Schilfsandstein auf der Linie des Schippersbach-Seitentals wieder ein Stück weiter auf dem Pfannenberg auf dem Kieselsandstein, ehe sie anders als linkkseits auf der tieferen Verebnungsfläche des Schilfsandsteins darunter bis nahe zur Mündung weiterzieht; dessen Hochfläche setzt erst am Nordrand des Dorfes Stimpfach aus.
Es gibt drei Geotope an der Stufenkante linksseits des Brunnenbach–Reiglersbach-Gewässerzugs zum Kieselsandstein hinauf, in der Brunnenbach-Nebenklinge des Ruppersbachs, dann an einem kleinen Bachklinge nach der Mittelmühle, zuletzt an einem Steigen-Hohlweg am Holenbach gegenüber Siglershofen. Aufgeschlossen sind Untere Bunte Mergel bis Kieselsandstein, Untere Bunte Mergel und zuletzt Gipskeuper.
Der stumpfe Mündungswinkel des Tals zur heutigen Jagst-Fließrichtung, den man auch bei anderen benachbarten größeren Zuflüssen von dieser in der Umgebung findet, sowie das geringe Sohlgefälle etwa im Wertebereich des regionalen natürlichen Schichtenfallens sprechen für eine Talbildung schon zu der Zeit, als die Jagst hier noch in Gegenrichtung südwärts und über die Urbrenz in Richtung Donau entwässerte.  

## Schutzgebiete und Biotope
Der weit überwiegende Teil der Talflurachse aus Brunnenbach und mittlerem und unterem Reiglersbach, die wenigen Ortslagen jeweils ausgespart, gehört dem Landschaftsschutzgebiet Reiglersbachtal und Umgebung an. Gegenüber Oßhalden am Spitzenberg, im unteren Seitental des Schippersbachs unterhalb des Hügelwaldes Schaftrieb sowie vor dem Eichelberger Hölzle nordwestlich von Siglershofen liegen eine heideähnliche Fläche und zwei Magerrasenstücke, die als kleinflächige Naturdenkmale ausgewiesen sind. 
Einen kleinen Hutewaldrest gibt es nördlich von Mistlau, besonders aber fallen im Tal viele Wacholderheiden auf, die nach dem Schippersbach-Zulauf einsetzen, vor allem am rechten Hang im Bereich des Segelflugplatzes Weipertshofen große Flächen einnehmen und sich sporadischer und kleinflächiger bis etwa 0,7 km nördlich des Ortsrandes von Stimpfach fortsetzen. Am Reiglersbach selbst gibt es kleinere Feuchtgebiete zwischen Mittel- und Klinglesmühle sowie entlang dem parallel zum Hauptgewässer in den Reiglersbachsee einmündenden Aalbach. Von der linken Talseite her – auch schon des Brunnenbachsr – her laufen einige eher kurze, zumindest anfangs bewaldete Klingen zu.

### LUBW
Amtliche Online-Gewässerkarte mit passendem Ausschnitt und den hier benutzten Layern: Lauf und Einzugsgebiet des Reiglersbachs

Allgemeiner Einstieg ohne Voreinstellungen und Layer: Daten- und Kartendienst der Landesanstalt für Umwelt Baden-Württemberg (LUBW) (Hinweise)
1. 1 2 3 4  Höhe nach dem Höhenlinienbild auf dem Hintergrundlayer Topographische Karte.
2. 1 2  Länge nach dem Layer Gewässernetz (AWGN). Der winzige Anteil des Laufs im Mühlgraben bei Stimpfach wurde auf dem Hintergrundlayer Topographische Karte abgemessen und abgezogen.
3. 1 2  Einzugsgebiet aufsummiert aus den Teileinzugsgebieten nach dem Layer Basiseinzugsgebiet (AWGN). Der winzige Anteil des direkten Mühlgraben-Einzugsgebietes bei Stimpfach wurde auf dem Hintergrundlayer Topographische Karte abgemessen und abgezogen.
4. 1 2 3  Höhe nach schwarzer Beschriftung auf dem Hintergrundlayer Topographische Karte.
5. ↑  Länge nach dem Layer Gewässernetz (AWGN).
6. ↑  Seefläche nach dem Layer Stehende Gewässer.
7. ↑  Einzugsgebiet abgemessen auf dem Hintergrundlayer Topographische Karte.
8. 1 2 3 4 5  Länge abgemessen auf dem Hintergrundlayer Topographische Karte.
9. 1 2 3 4  Einzugsgebiet nach dem Layer Basiseinzugsgebiet (AWGN).
10. ↑  Lage und teils Schichtenlage der Geotope nach dem zuwählbaren Layer Geotop.
11. ↑  Siehe die einschlägigen Schutzgebiets-Layer.

### Andere Belege
1. ↑  Modellierte Werte nach Abfluss-BW Gewässerknoten MQ/MNQ
2. ↑  https://udo.lubw.baden-wuerttemberg.de/projekte/q/1EzzU1j7gYups9tfifr6jj Modellierte Werte nach Abfluss-BW Gewässerknoten MHQ
3. ↑  Wolf-Dieter Sick: Geographische Landesaufnahme: Die naturräumlichen Einheiten auf Blatt 162 Rothenburg o. d. Tauber. Bundesanstalt für Landeskunde, Bad Godesberg 1962. → Online-Karte (PDF; 4,7 MB)
4. ↑  Siehe etwa das Blatt Ellwangen (PDF, 5,8 MiB) des Topographischen Atlasses des Königreichs Württemberg von 1838.
5. ↑  Geologie grob nach: Mapserver des Landesamtes für Geologie, Rohstoffe und Bergbau (LGRB) (Hinweise)